# Carlos Salinas
Carlos Salinas de Gortari, född 3 april 1948 i Mexico City, är en mexikansk politiker (Institutionella revolutionära partiet) som var landets 53:e president 1988–1994.